# アイネシデモス
アイネシデモス（古希:Αἰνησίδημος、ラテン語表記例:Ainêsidemos、Aenesidemus、生没年不詳、前1世紀-後1世紀ごろ）は、古代ギリシアのピュロン派の哲学者。全8巻からなる著書『ピュロン語録（Πυρρώνειοι λóγοι）』の中で「判断中止」へと至る「10箇条のトロポイ（様式）」を提案したことで知られる。
クレタ島のクノッソスに生まれ、アレクサンドリアで学問を教えたと伝わる。彼の説いた「10箇条のトロポイ」は我々の感覚や知識は次の諸条件によって異なり、決して唯一絶対ではないとして、
1. われわれ動物の種類が異なるに従って。
2. 人間の個人個人が異なるに従って
3. 同一の個人においても、感覚器官が異なるに従って
4. これらが同一でも、その時々の身心状態によって。
5. 知覚する者の視角や距離によって。
6. 知覚される物を包んでいる物質や状況によって。
7. 知覚される物の数や量によって。
8. その物の他との関係によって。
9. 知覚者の習慣によって。
10. 対象の風俗習慣法律によって。

と10箇条からなるトロポイ（様式）を提案したことで知られる。これは後にアグリッパ (哲学者)に影響を与え、彼は10箇条から5箇条に要約している。